# Рибаки (Гайнівський повіт)
Рибаки (пол. Rybaki) — село в Польщі, у гміні Нарва Гайнівського повіту Підляського воєводства.
Населення — 40 осіб (2011).
У 1975-1998 роках село належало до Білостоцького воєводства.

## Демографія
Демографічна структура станом на 31 березня 2011 року:
|          | Загалом | Допрацездатний вік | Працездатний вік | Постпрацездатний вік |
| -------- | ------- | ------------------ | ---------------- | -------------------- |
| Чоловіки | 19      | 0                  | 17               | 2                    |
| Жінки    | 21      | 4                  | 8                | 9                    |
| Разом    | 40      | 4                  | 25               | 11                   |